# Municipio de Silver Lake (Minnesota)
El municipio de Silver Lake (en inglés: Silver Lake Township) es un municipio ubicado en el condado de Martin en el estado estadounidense de Minnesota. En el año 2010 tenía una población de 519 habitantes y una densidad poblacional de 5,35 personas por km².

## Geografía
El municipio de Silver Lake se encuentra ubicado en las coordenadas 43°32′38″N 94°25′59″O / 43.54389, -94.43306. Según la Oficina del Censo de los Estados Unidos, el municipio tiene una superficie total de 97.06 km², de la cual 91,24 km² corresponden a tierra firme y (5,99 %) 5,81 km² es agua.

## Demografía
Según el censo de 2010, había 519 personas residiendo en el municipio de Silver Lake. La densidad de población era de 5,35 hab./km². De los 519 habitantes, el municipio de Silver Lake estaba compuesto por el 97,88 % blancos, el 0,19 % eran afroamericanos, el 0,19 % eran asiáticos, el 1,16 % eran de otras razas y el 0,58 % eran de una mezcla de razas. Del total de la población el 1,54 % eran hispanos o latinos de cualquier raza.